# 민다리도마뱀속
민다리도마뱀속(Lialis)은 뱀붙이도마뱀과에 속한 도마뱀의 일속이며 오스트레일리아, 뉴기니에 고유하다.

## 식성
민다리도마뱀속의 도마뱀은 스킨크를 먹는 데 특화되어있으며, 경첩구조의(hinged) 이빨과 운동성이 뛰어난 골격을 활용해 미끄러운 먹이를 통째로 삼킬 수 있다.

## 번식
민다리도마뱀속의 도마뱀은 난생하며 한 번에 두 개씩 낳는다.

## 하위
아래의 두 종이 학계에서 인정받았다.
- Lialis burtonis Gray, 1835
- Lialis jicari Boulenger, 1903

## 참고 문헌
- Boulenger GA (1885). Catalogue of the Lizards in the British Museum (Natural History). Second Edition. Volume I. ... Pygopodidæ ... London: Trustees of the British Museum (Natural History). (Taylor and Francis, printers). xii + 436 pp. + Plates I-XXXII. (Genus Lialis, p. 246).
- Gray JE (1835). "Characters of a New Genus of Reptiles (Lialis) from New South Wales". Proc. Zool. Soc. London 1834: 134-135. (Lialis, new genus, p. 134). (in Latin and English).